# Elezioni europee del 2024 a Malta

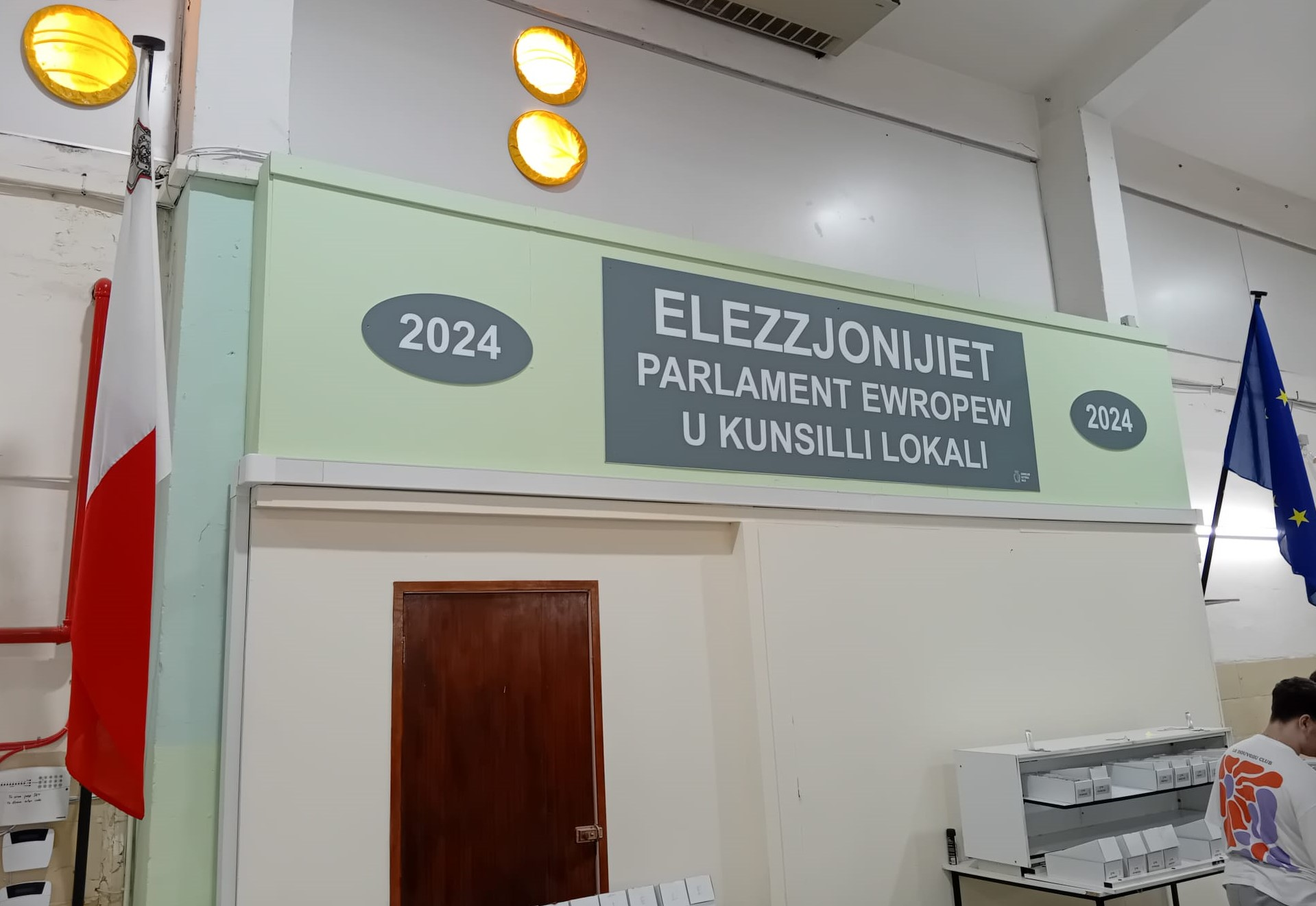
Un cartello per le elezioni europee del 2024 in lingua maltese

Le elezioni europee del 2024 a Malta si sono tenute sabato 8 giugno per eleggere i 6 membri del Parlamento europeo spettanti a Malta.

## Sistema elettorale
Per le elezioni europee, la legge elettorale maltese prevede l’applicazione, in un'unica circoscrizione nazionale, di un sistema elettorale basato sul voto singolo trasferibile.
Risultano dunque eletti tutti quei candidati che riescono a superare una quota minima secondo il “quoziente Hagenbach-Bischoff” e che, in seguito alla redistribuzione delle preferenze, non risultino eliminati.
Tutte le persone che hanno la cittadinanza maltese ed una residenza principale a Malta, i cittadini maltesi senza residenza a Malta (c.d. “maltesi all'estero”) e altri cittadini dell'Unione (se la loro residenza principale è a Malta) hanno diritto di voto alle elezioni europee nel paese.
L’esercizio attivo del diritto è ammesso dai 16 anni in su, compresi coloro che compiono tale età entro il giorno prima il giorno delle elezioni, al più tardi. La registrazione al voto è attuata d’ufficio in base alla residenza.
L’esercizio del diritto di candidarsi è ammesso per tutte le persone che hanno diritto di voto e hanno raggiunto l'età di 18 anni il giorno delle elezioni.
Non è ammesso il voto per posta, né il voto per procura o il voto elettronico. Non è disposto alcun obbligo di voto.

## Risultati
| Liste           | Liste                     | Partito Europeo | Gruppo          | Voti    | %     | Seggi |
| --------------- | ------------------------- | --------------- | --------------- | ------- | ----- | ----- |
|                 | Partito Laburista (PL)    | PSE             | S&D             | 117.805 | 45,26 | 3     |
|                 | Partito Nazionalista (PN) | PPE             | PPE             | 109.351 | 42,02 | 3     |
|                 | Imperium Europa (IE)      | –               | –               | 6.816   | 2,62  | –     |
|                 | AD+PD                     | PVE             | –               | 3.019   | 1,19  | –     |
|                 | ABBA                      | ECPM            | –               | 527     | 0,20  | –     |
|                 | Volt Malta (VM)           | Volt            | –               | 298     | 0,11  | –     |
|                 | Indipendenti              | –               | –               | 22.352  | 8,59  | –     |
| Totale          | Totale                    | Totale          | Totale          | 260.258 | 100   | 6     |
| Voti non validi | Voti non validi           | Voti non validi | Voti non validi | 9.884   | 3,66  |       |
| Votanti         | Votanti                   | Votanti         | Votanti         | 270.142 | 72,98 |       |
| Elettori        | Elettori                  | Elettori        | Elettori        | 370.184 |       |       |